# Patinoa
Patinoa  es un género de fanerógamas con cuatro especies perteneciente a la familia Malvaceae. 

## Especies
- Patinoa almirajo
- Patinoa ichthyotoxica
- Patinoa paraensis
- Patinoa sphaerocarpa